# Hugo von Tschudi

Hugo von Tschudi (1895)

Hugo von Tschudi (* 7. Februar 1851 auf Gut Jakobshof in der Nähe von Edlitz in Österreich; † 23. November 1911 in Stuttgart) war ein Schweizer Kunsthistoriker und Museumsleiter. Er war von 1896 bis 1908 Direktor der Nationalgalerie Berlin und von 1909 bis zu seinem Tod Direktor der Bayerischen Staatsgemäldesammlungen. 
Tschudi war Förderer der zeitgenössischen Kunst. Insbesondere mit seinen Ankäufen von Werken französischer Impressionisten trug er zur Museumsmodernisierung bei und legte den Grundstock für deren Sammlung und seinen Platz in der Kunstgeschichte.

## Leben

### Familie
Hugo von Tschudi entstammte einer alten schweizerischen Adelsfamilie. Sein Vater Johann Jakob von Tschudi war Forschungsreisender und schweizerischer Diplomat, seine Mutter Ottilie eine Tochter des Malers Ludwig Ferdinand Schnorr von Carolsfeld.

### Wien
Nach Beendigung des Gymnasiums widmete sich Tschudi an der Wiener Universität zunächst dem Jurastudium, das er 1875 mit der Promotion abschloss. In dieser Zeit besuchte er auch erste Vorlesungen in Kunstgeschichte. Anschließend unternahm er zwei Jahre lang Studienreisen nach Deutschland, Holland, Belgien, England, Frankreich, und Italien. 1876 erschien seine erste Publikation: Ein Rundgang durch das moderne Paris. In Italien lernte er 1877 den Maler Hans von Marées kennen. 1878 bis 1879 folgte ein Volontariat am Österreichischen Museum für Kunst und Industrie in Wien. Tschudi unternahm im Anschluss weitere Studienreisen nach Frankreich und Italien. Unterdessen arbeitete er an der Neuedition des Naglerschen Künstlerlexikon, einem Band über die Gemäldegalerie in Budapest sowie für die Jahrbücher der Königlich Preußischen Kunstsammlungen.

### Berlin

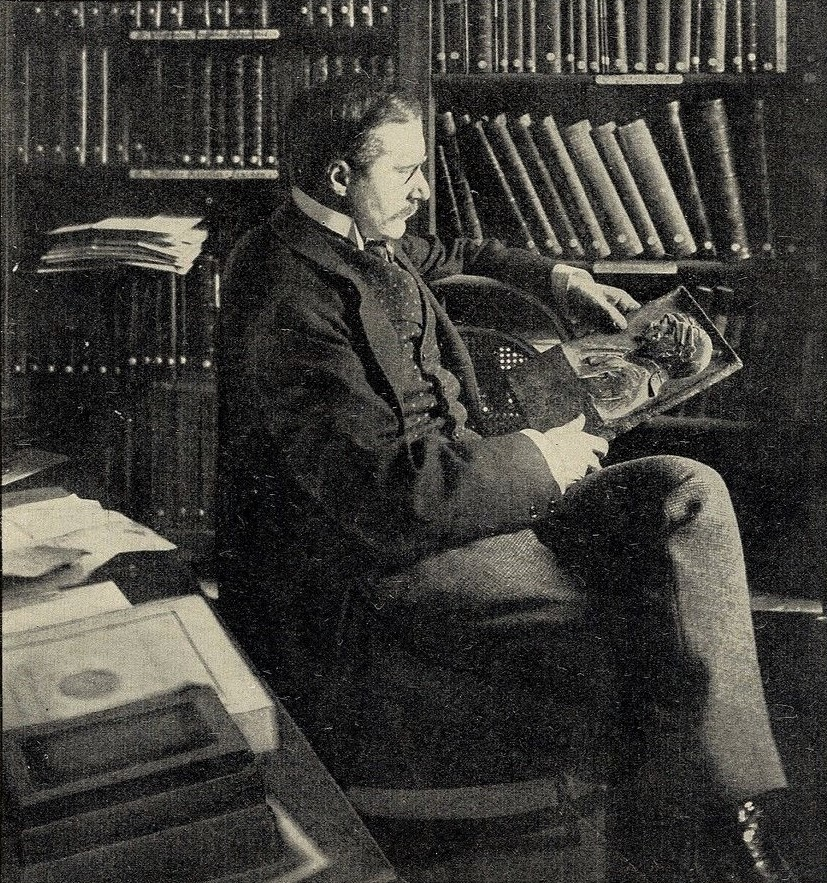
Hugo von Tschudi (1903)

Édouard Manet: Im Wintergarten

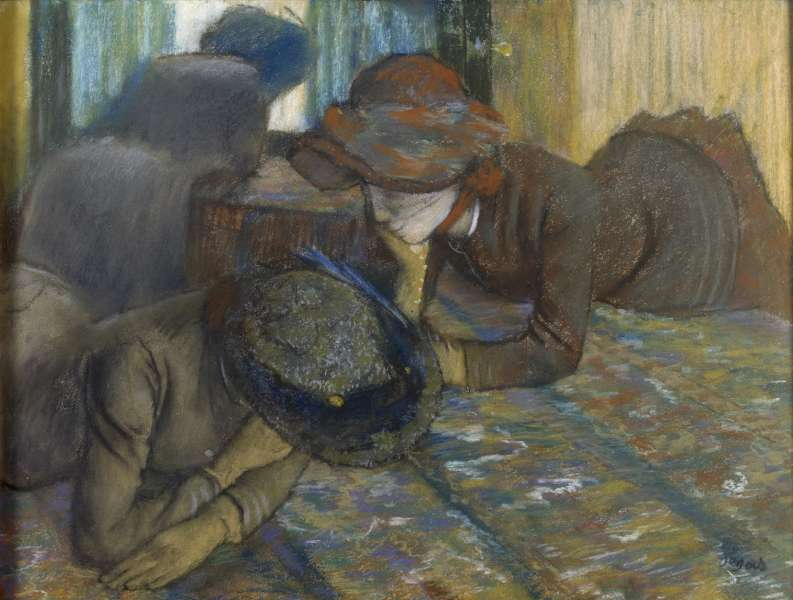
Edgar Degas: Die Unterhaltung

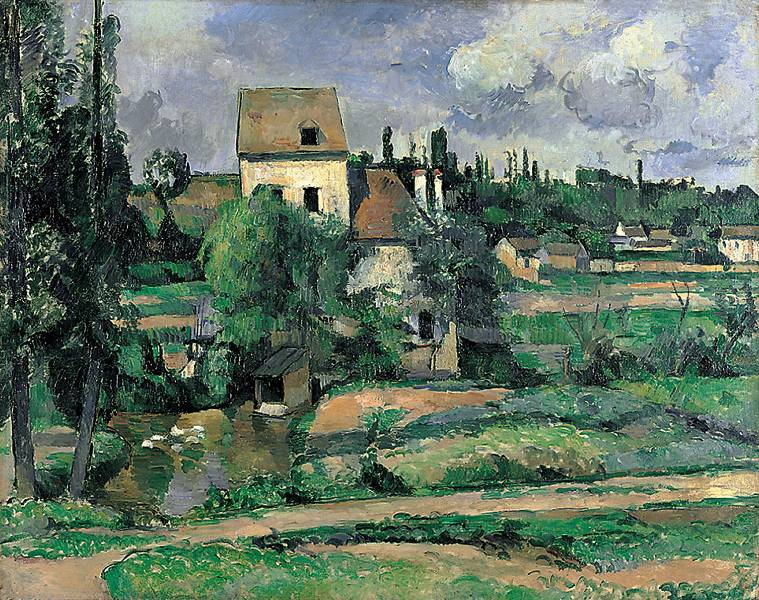
Paul Cezanne: Die Mühle an der Couleuvre bei Pontoise

1883 lernte er Wilhelm Bode kennen, der ihn als Assistent an die Berliner Gemäldegalerie holte. Bode nahm Tschudi zunächst in seiner Villa in der Uhlandstraße auf und es entstand eine konstruktive Zusammenarbeit. In dieser Zeit erschien die Besprechung der Bildwerke der christlichen Epochen in den Königlichen Museen zu Berlin und es entwickelte sich eine freundschaftliche Beziehung zu Alfred Lichtwark. 1889 bezog Tschudi eine eigene Wohnung. Bei seinen Reisen zu Studienzwecken und Verkaufsverhandlungen durch mehrere Länder Europas ließ Tschudi viele Kunstwerke fotografieren, um diese als Arbeitsgrundlage zu nutzen, was bei Bode auf Unverständnis stieß. Seit 1887 entstand ein enger Kontakt zu Cosima Wagner, und Tschudi besuchte wiederholt die Richard-Wagner-Festspiele in Bayreuth. In Berlin verkehrte er im Literarischen Salon von Carl und Felicie Bernstein und lernte dort die französische Malerei des Impressionismus kennen. Zusammen mit Henry Thode gab Tschudi ab 1894 die angesehene Kunstzeitschrift Repertorium für Kunstwissenschaft heraus. Im selben Jahr erfolgte die Ernennung zum Professor.
1896 wurde Hugo von Tschudi Direktor der Nationalgalerie Berlin. Zusammen mit Max Liebermann reiste er nach Paris und kaufte über 30 Kunstwerke ausländischer Künstler, wobei Manet, Monet und Degas im Zentrum standen. Das Geld kam teils von Stiftern und teils aus Sondermitteln. Im Dezember des Jahres wurden Manets Im Wintergarten, Monets Ansicht von Vétheuil und das Pastell Die Unterhaltung von Degas in der Nationalgalerie ausgestellt. Es war das erste Werk des Künstlers, das für ein Museum gekauft wurde. In dieser Zeit erfolgte Tschudis Ernennung zum Mitglied des Senats der Preußischen Akademie der Künste.
1897 gelangte mit Die Mühle an der Couleuvre bei Pontoise erstmals ein Bild von Cézanne in ein Museum. Die Neuerwerbungen wurden im ersten Stock der Nationalgalerie in völlig neuer Weise präsentiert: auf einer hellen Wandbespannung wurden die Bilder großzügig gehängt, wobei höchstens zwei Bilderreihen übereinander angeordnet wurden. Die Werke der akademischen Maler hingegen kamen ins Depot. Anton von Werner und Kaiser Wilhelm II. waren hierüber empört und forderten, die alte Hängung wiederherzustellen. Tschudi setzte das um, zeigte freilich weiterhin die französische Malerei. Seinem Renommee tat das keinen Abbruch. Im Gegenteil: 1898 erhielt er den Roten Adlerorden IV. Klasse.
Es entwickelten sich in dieser Zeit Freundschaften zu Harry Graf Kessler, Henry van de Velde, Gerhart Hauptmann und enge Kontakte zu den Malern Hans Thoma, Wilhelm Trübner, Max Klinger, Arnold Böcklin. 1900 heiratete er Angela Fausta Olivares, die 1901 den gemeinsamen Sohn Hans Gilg zur Welt brachte. Im Jahr 1902 erschien von Tschudi das erste deutschsprachige Buch über Édouard Manet, und er lernte Rodin kennen. Großen Erfolg hatte Tschudi 1905 mit der Menzel-Gedächtnisausstellung. Zum Ankauf des Menzelnachlasses erhielt er eine Sonderzuwendung von 1,5 Millionen Mark. 1906 wurde dieser Erfolg noch von der Jahrhundertausstellung deutscher Kunst übertroffen. Zusammen mit Alfred Lichtwark und Julius Meier-Graefe präsentierte Tschudi hier die Deutsche Kunst von 1775 bis 1875. Künstler wie Caspar David Friedrich und Carl Blechen erfuhren nun eine große Aufmerksamkeit. Tschudi erhielt wiederum Sondermittel, um Kunstwerke aus dieser Ausstellung zu erwerben. Gleichzeitig nutzte er die positive Stimmung, um weitere Schenkungen impressionistischer Malerei genehmigen zu lassen. Für seine Verdienste wurde er zum Geheimen Regierungsrat ernannt.
In der Folgezeit gab es immer mehr Differenzen mit Wilhelm Bode. Dieser intrigierte immer stärker gegen Tschudi, da er zunehmend eine Konkurrenz gerade in Bezug auf die Gunst der Mäzene sah. Schließlich kam es 1908 zur „Tschudi-Affäre“. Beim Ankauf von Werken der Schule von Barbizon hatte Tschudi zunächst die Genehmigung des Kaisers erhalten, woran dieser sich aber nicht mehr erinnern wollte. Tschudi, der seit Jahren an Lupus vulgaris litt (und deshalb auch eine Teilgesichtsmaske trug), wurde zunächst für ein Jahr beurlaubt und Anton von Werner zum Vertreter ernannt. Tschudi nutzte diese Zeit für eine ausgedehnte Studienreise nach Japan.

### München
1909 wechselte Tschudi als Direktor der Staatlichen Galerien nach München. Auch hier begann er mit der Neuordnung der Sammlungen. Für die Neue Pinakothek wurden erste impressionistische Werke erworben. Es kam zu regem Austausch mit Wassily Kandinsky und Carl Sternheim. „Er war aber nicht nur ein großer Mann, sondern auch ein Großer Mann“, so Wassily Kandinsky über Tschudi, denn Tschudi hatte bei Heinrich Thannhauser 1909 die Ausstellungsräume für die Neue Künstlervereinigung München (N.K.V.M.) „erzwungen“.
Im April 1911 veröffentlichte Carl Vinnen die Schrift Ein Protest deutscher Künstler, in der er die Herabsetzung der zeitgenössischen deutschen Malerei anklagte und die Bevorzugung ausländischer Künstler angriff. Gerade Hugo von Tschudi geriet in die Schusslinie.
Im November des Jahres starb Hugo von Tschudi. An seinem Grab sprachen Julius Meier-Graefe und Max Liebermann. Ein Großteil der von Tschudi für Berlin und München bereits gekauften und vor allem von Berliner Stiftern finanzierten ausländischen Werke gelangten als „Tschudi-Spende“ 1912/1913 in die Münchner Neue Pinakothek. 
Vier Wochen nach Tschudis Tod eröffnete am 18. Dezember 1911 in der Galerie Thannhauser die Ausstellung Der blaue Reiter, eine Secession, die sich von der N.K.V.M. abgespalten hatte. Im Mai 1912 erschien der von Wassily Kandinsky und Franz Marc herausgegebene Almanach Der Blaue Reiter mit der Widmung „Dem Andenken an Hugo von Tschudi“. Marc schrieb in seinem Textbeitrag Geistige Güter im Almanach: „So wagen wir, dem edlen Andenken Tschudis dies erste Buch zu weihen, für das er wenige Tage vor seinem Tode noch seine immer tätige Hilfe versprach.“

### Sonstiges
Tschudis Leben wird literarisch gestaltet in Mariam Kühsel-Hussainis Roman Tschudi (2020). Thematisiert wurde im Tschudi-Roman auch seine Wolfskrankheit. Diese Hauterkrankung entstellte zunehmend sein Gesicht. Vom deutschen Arzt Rudolf Virchow ließ er sich eine Gesichtsmaske anfertigen. Diese Erkrankung führte bei ihm zum Tode.

## Einige Bilder der Tschudi-Spende

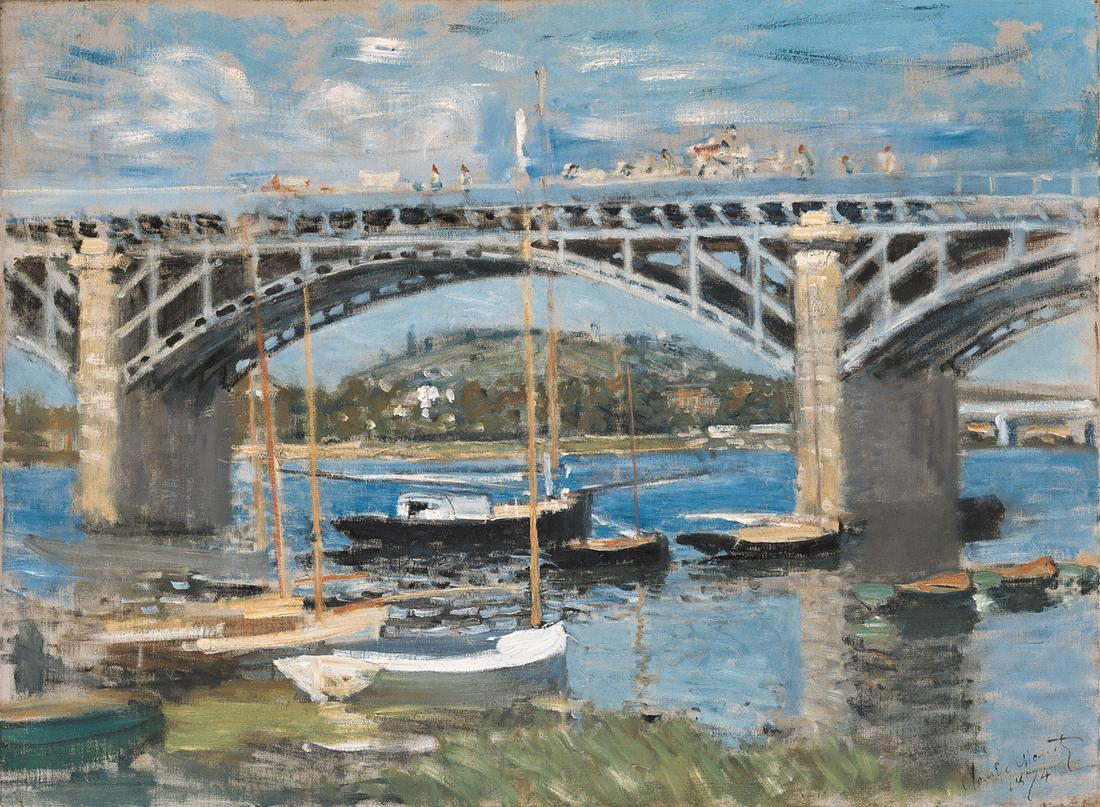
Claude Monet: Seinebrücke von Argenteuil
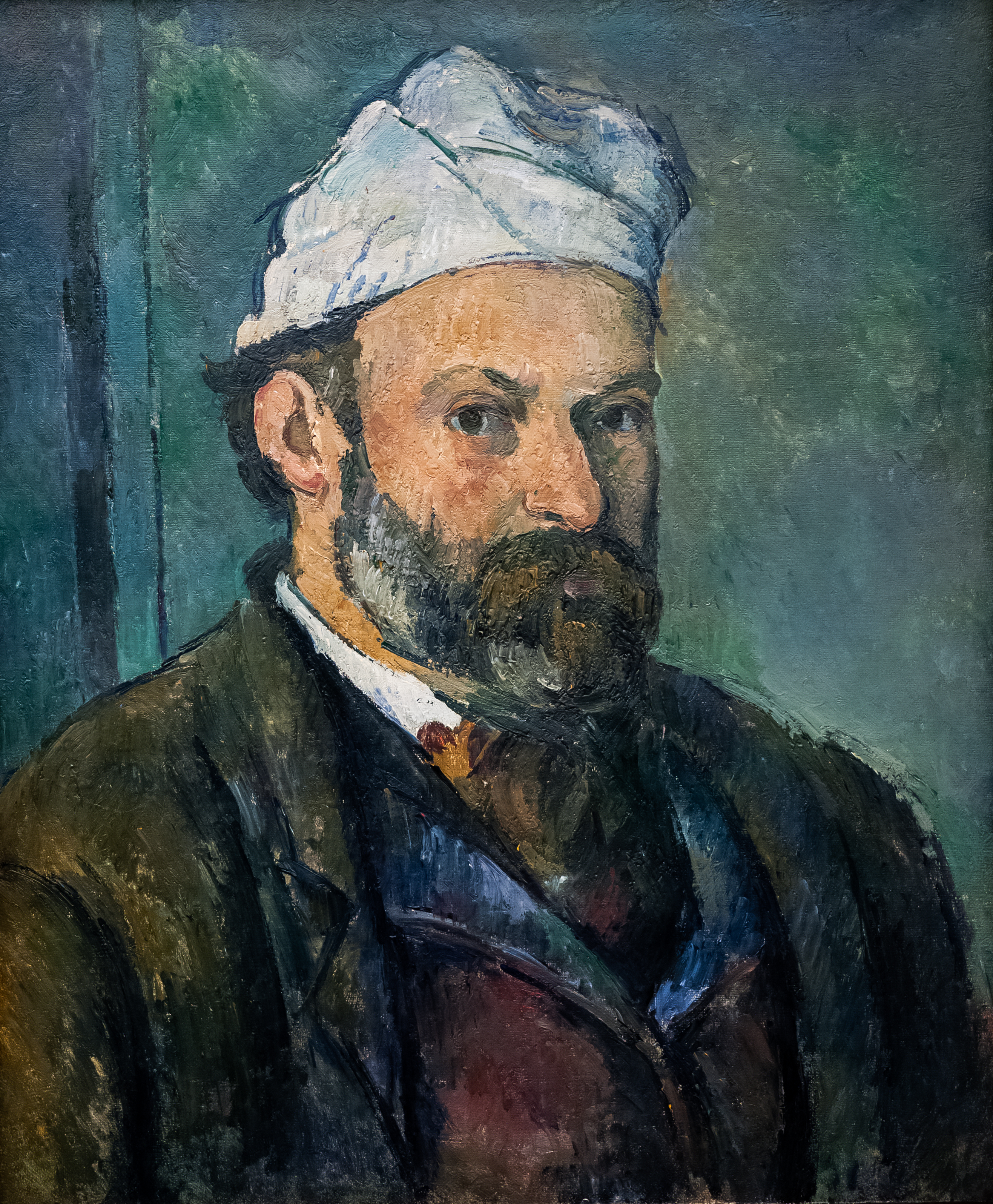
Paul Cézanne: Selbstporträt
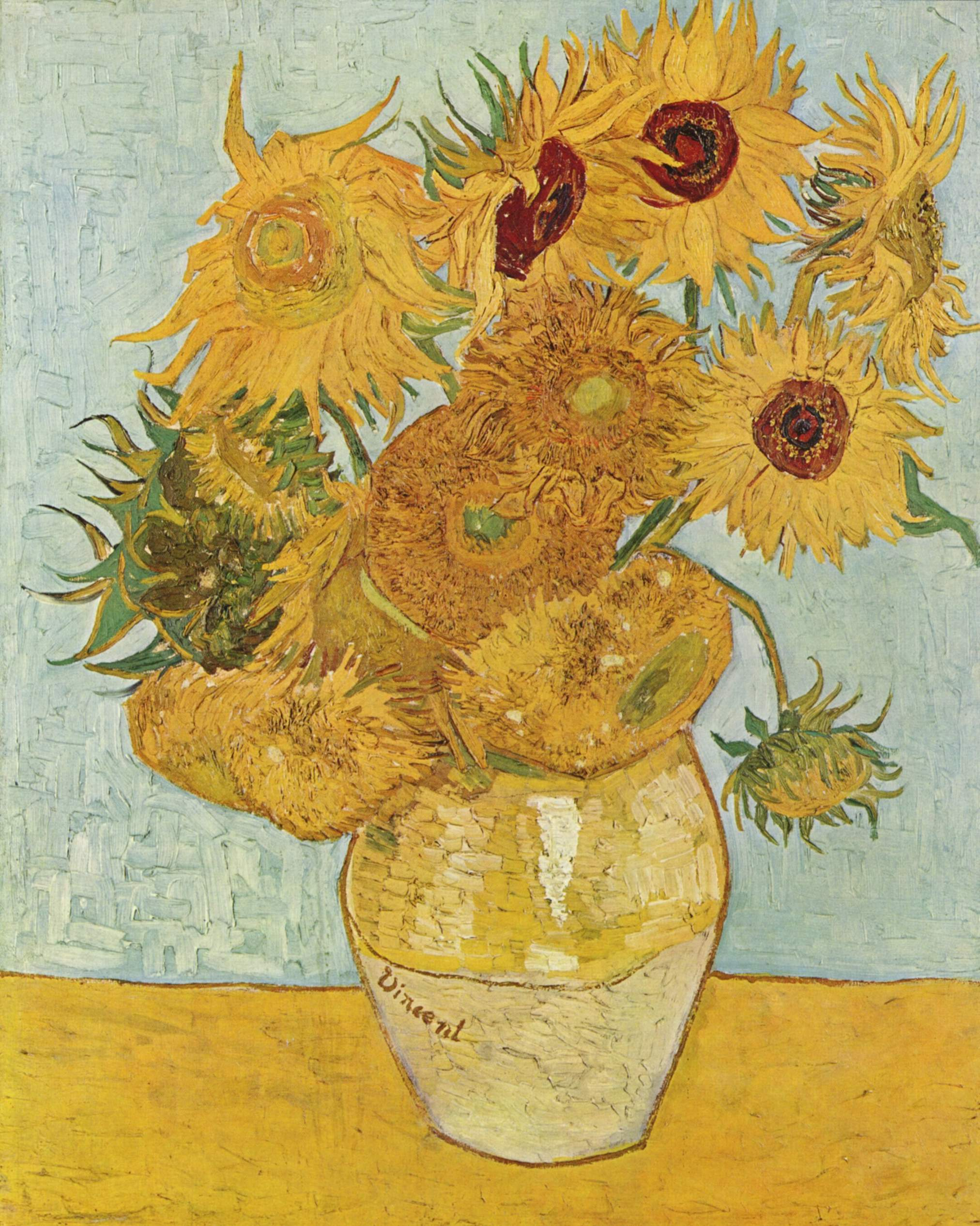
Vincent van Gogh: Sonnenblumen
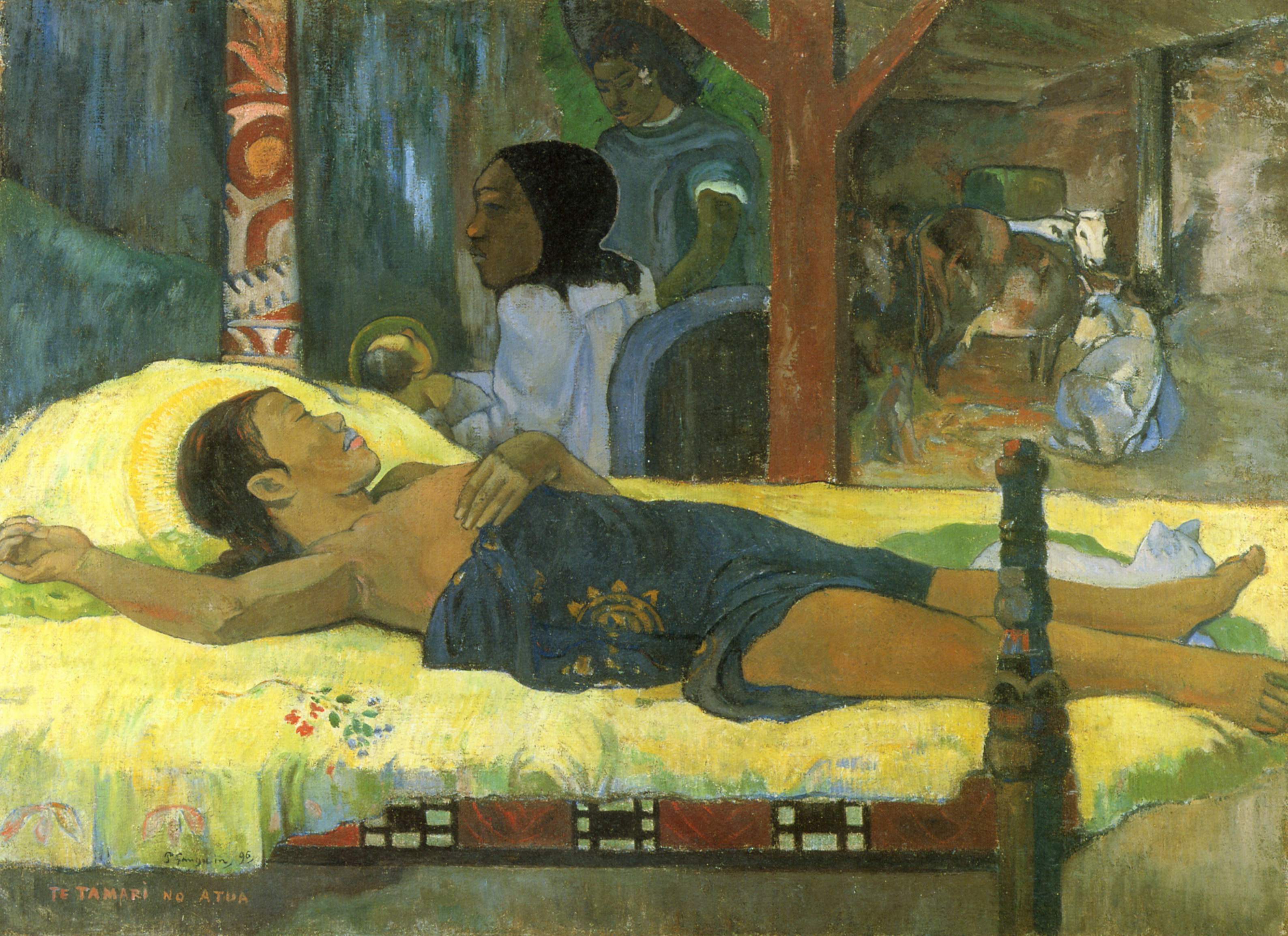
Paul Gauguin: Geburt Christi, des Gottessohnes (Te tamari no atua)